# تريستان بيسمان
تريستان بيسمان (28 سبتمبر 1979 بأنتويرب في بلجيكا - ) هو لاعب كرة قدم بلجيكي في مركز حراسة المرمى. شارك مع منتخب بلجيكا لكرة القدم. أما مع النوادي، فقد لعب مع فيلم تو تيلبورغ ونادي دوردريخت ونادي رويال أندرلخت ونادي مونز وبيفيرين وأوفي كريت.

## وصلات خارجية
- تريستان بيسمان على موقع الاتحاد البلجيكي (الإنجليزية)
- تريستان بيسمان على موقع قاعدة بيانات كرة القدم.إي يو (الإنجليزية)
- تريستان بيسمان على موقع ناشيونال فوتبول تيمز (الإنجليزية)